# Терме-Луиджане
Терме-Луиджане (итал. Terme Luigiane) — городок, расположенный в юго-восточной части итальянской в коммуне Козенца региона Калабрия с населением 146 человек и на высоте 146 м в 400 км к юго-востоку от столицы Рима.
В первую очередь он известный тем, что здесь находится самый древний термальный источник в мире. Горячий источник известен с древних времен своими характеристиками к различными видам ухода связанных с кожными заболеваниями. Их традиционно посещали дамы, которые не могли иметь детей: сернистая родниковая вода позволяла им забеременеть.
Терме-Луиджане подчиняется двум коммунам в соотношении Аккуаппеза 7/12 и Гуардия-Пьемонтезе 5/12. Источник управляется компанией sa.te.ca S.p.A.
В 2017 году принимал финиш 6-го этапа сотой Джиро д’Италия.